# Domainnamensrecht
Das Marken- und Domainnamensrecht begann mit der Einführung von Domainnamen statt Nummern (IP-Adressen) im Jahr 1983. Domänen bilden eine hierarchische Struktur, die durch Punkte getrennt werden. Am oberen Ende dieser Struktur steht die Top-Level-Domain (TLD).
Die Top-Level-Domain ist entweder eine country code top level domain (ccTLD) für einen der etwa 200 Staaten der Erde (beispielsweise .ch) oder eine so genannte generische Top-Level-Domain (gTLD) wie beispielsweise .info.
Für die Verwaltung einer Top-Level-Domain ist jeweils ein einziges Unternehmen (sog. Registry) tätig, welches von der IANA beziehungsweise ICANN autorisiert wurde. Die deutsche ccTLD wird beispielsweise von der Genossenschaft DENIC verwaltet. Bei diesen Registrys können nun Second-Level-Domains eingetragen werden; dieser Vorgang wird Domainregistrierung genannt. In der Regel erfolgt die Anmeldung dieser Adressen durch Registrare, eine Rolle, die üblicherweise von Internetdienstanbietern (engl. internet service provider, ISP) wahrgenommen wird. Diese Registrare bedienen wiederum Endkunden.
Ein Hostname wie www oder ein anderer mit einem Punkt getrennter Namensteil vor dem Domain-Namen gehört zum Verwaltungsbereich einer Domain dazu.
Beispiel: http://de.wikipedia.org/wiki/Domainnamensrecht
- org = top-level-domain
- wikipedia = second-level-domain
- de, en, fr usw. = lediglich Hostnamen, die zu wikipedia.org gehören (auch Subdomain oder third-level-domain genannt)
- /wiki/Domainnamensrecht = Unterverzeichnisse, ein Skript und ein Suchwort – diese Bestandteile sowie der führende URI-Protokolltyp http: sind allerdings nicht Bestandteil des Domainnamens.

## Recht in Deutschland
Ein Problem entsteht in der Regel dann, wenn die gewünschte Second-Level-Domain bereits vergeben ist. Bei über 15 Millionen Adressen mit der Endung .de ist dies häufig der Fall. Gründe dafür können Domaingrabbing oder das Nutzen von Expired Domains sein. Hier muss die Situation auf der Grundlage des Domainnamensrechts geprüft werden. In den ersten Urteilen bezogen sich die Gerichte auf die Vergaberichtlinien von DENIC. Hier gab es den Begriff der besseren Rechte. Aus diesen besseren Rechten wurde folgender Schluss gezogen, wenn es um eine Adresse ging: Eine Privatperson mit diesem Namen hatte Vorrang gegenüber jemanden, der nicht so heißt. Ein Unternehmen dieses Namens, oder ein Unternehmen mit einer eingetragenen Marke, besitzt den Vorrang gegenüber einer Person dieses Namens. Eine Stadt oder Gemeinde hat den höchsten Vorrang. Urteil für Urteil hat die Rechtsprechung aber auch anerkannt, dass dem Domainnamen ein namensähnlicher Gebrauch zukommt. Bei den heutigen Rechtsstreitigkeiten geht es mittlerweile vor allem darum, gegen den Missbrauch eines Domainnamens vorzugehen, weil er dem Namensrecht nach § 12 BGB, Unternehmensnamensrecht HGB oder Markenrecht zuwiderläuft. Die Argumentation beruht also zunehmend auf den Gesetzen. Die Möglichkeiten der Durchsetzung erstrecken sich über eine höfliche Aufforderung, Abmahnung bis hin zur Klage. Es gibt Rechtsanwälte, die sich daher auf Marken- und Domainnamensrecht vollkommen spezialisiert haben. Wichtig ist dabei auch der Aspekt, dass es gegen das Gesetz gegen den unlauteren Wettbewerb (UWG) verstoßen kann, Namen nur zum Zweck einer Blockierung oder eines Verkaufs an den Betroffenen zu erwerben. Folglich gilt nicht zwingend, wer zuerst kommt, mahlt zuerst.
Innerhalb dieser Auseinandersetzungen gibt es auch das Reverse Domain Hijacking (man lässt eine Marke eintragen, um jemandem eine Adresse auszuspannen) beziehungsweise das Markengrabbing. Wenn es um Adressen für die deutsche TLD geht, hat DENIC die Richtlinie erlassen, dass ein Bevollmächtigter in Deutschland benannt sein oder aber der Inhaber seinen Sitz in Deutschland haben muss. Es ist jeweils eine ladungsfähige Anschrift zu hinterlegen; ist dies nicht der Fall oder die Adresse falsch, kann die Domain gelöscht werden. So lassen sich Rechtsstreitigkeiten in Deutschland austragen.
Ein sinnvoller Schritt ist es, bei DENIC einen sogenannten DISPUTE-Eintrag einrichten zu lassen. Der augenblickliche Inhaber kann die Domain dann nicht auf einen neuen Inhaber umtragen lassen. Im Falle einer Löschung fällt die Domain an denjenigen, der als Erster einen DISPUTE einrichten ließ und sie dann tatsächlich übernehmen will. Die DENIC entscheidet niemals selbst die Streitigkeiten. Zur Vermeidung von Missbrauch wird ein Beleg für ein berechtigtes Interesse an einem DISPUTE gefordert (z. B. Kopie des Personalausweises, Kopie eines Handelsregisterauszuges, Nachweis einer Markenanmeldung).
Bei internationalen Domains (z. B. .com, .net) sind Verfahren nach der Uniform Domain Name Dispute Resolution Policy (UDRP) vor außergerichtlichen Schiedsstellen (wie z. B. der WIPO) eine Alternative zu Streitigkeiten vor den staatlichen Gerichten. Für .eu-Domains gibt es ein ähnliches Verfahren nach Artikel 21 der Verordnung (EG) 874/2004. Bei diesen außergerichtlichen Verfahren kann der Antragsteller (entspricht dem Kläger) nicht nur die Löschung, sondern unter Umständen auch die Übertragung der umstrittenen Domain auf sich erreichen.
Domains sind Rechte und als solche auch pfändbar.

## Recht in der Schweiz
Die Verwaltung und Zuteilung von Domain-Namen wird im Fernmeldebereich (AEFV) geregelt. Die nähere Ausführung wird in den Vorschriften (TAV) des BAKOM beschrieben. Bei Auseinandersetzungen kommen in der Praxis das Namensrecht (ZGB 29),  das Lauterkeitsrecht (UWG) und das Markenschutzgesetz (MSchG) zur Anwendung.